# Saint-Juire-Champgillon
Saint-Juire-Champgillon est une commune française située dans le département de la Vendée, en région Pays de la Loire.

## Géographie
Le territoire municipal de Saint-Juire-Champgillon s'étend sur 2 070 hectares. L'altitude moyenne de la commune est de 61 mètres, avec des niveaux fluctuant entre 25 et 116 mètres,.
| La Réorthe     | Chantonnay                 | La Jaudonnière La Caillère-Saint-Hilaire |
|                | Saint-Juire-en-Champgillon | Saint-Martin-Lars-en-Sainte-Hermine      |
| Sainte-Hermine | Thiré                      | La Chapelle-Thémer                       |

### Climat
Pour des articles plus généraux, voir Climat des Pays de la Loire et Climat de la Vendée.
En 2010, le climat de la commune est de type climat océanique franc, selon une étude du CNRS s'appuyant sur une série de données couvrant la période 1971-2000. En 2020, Météo-France publie une typologie des climats de la France métropolitaine dans laquelle la commune est exposée à un climat océanique et est dans la région climatique  Bretagne orientale et méridionale, Pays nantais, Vendée, caractérisée par une faible pluviométrie en été et une bonne insolation. 
Pour la période 1971-2000, la température annuelle moyenne est de 12 °C, avec une amplitude thermique annuelle de 14,1 °C. Le cumul annuel moyen de précipitations est de 837 mm, avec 12,1 jours de précipitations en janvier et 6,6 jours en juillet. Pour la période 1991-2020, la température moyenne annuelle observée sur la station météorologique de Météo-France la plus proche, « Sainte Gemme la Plaine_sapc », sur la commune de Sainte-Gemme-la-Plaine à 12 km à vol d'oiseau, est de 13,0 °C et le cumul annuel moyen de précipitations est de 809,1 mm,. Pour l'avenir, les paramètres climatiques de la commune estimés pour 2050 selon différents scénarios d'émission de gaz à effet de serre sont consultables sur un site dédié publié par Météo-France en novembre 2022.

## Urbanisme

### Typologie
Au 1er janvier 2024, Saint-Juire-Champgillon est catégorisée commune rurale à habitat dispersé, selon la nouvelle grille communale de densité à sept niveaux définie par l'Insee en 2022.
Elle est située hors unité urbaine et hors attraction des villes,.

### Occupation des sols
L'occupation des sols de la commune, telle qu'elle ressort de la base de données européenne d’occupation biophysique des sols Corine Land Cover (CLC), est marquée par l'importance des territoires agricoles (81,9 % en 2018), une proportion sensiblement équivalente à celle de 1990 (82,1 %). La répartition détaillée en 2018 est la suivante : terres arables (64,1 %), forêts (14,1 %), prairies (9,7 %), zones agricoles hétérogènes (8,1 %), zones urbanisées (4 %). L'évolution de l'occupation des sols de la commune et de ses infrastructures peut être observée sur les différentes représentations cartographiques du territoire : la carte de Cassini (XVIIIe siècle), la carte d'état-major (1820-1866) et les cartes ou photos aériennes de l'IGN pour la période actuelle (1950 à aujourd'hui).

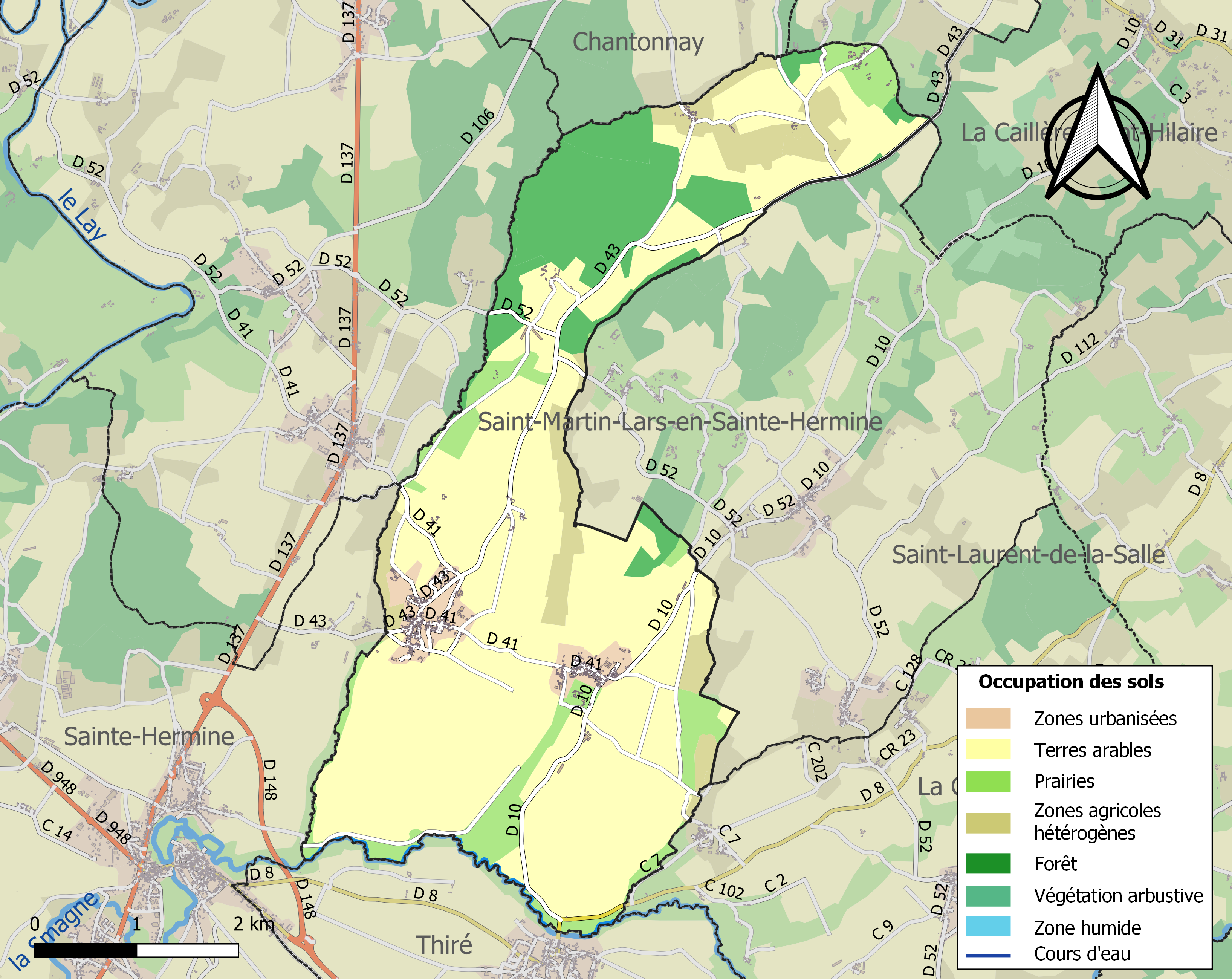
Carte des infrastructures et de l'occupation des sols de la commune en 2018 (CLC).

## Environnement
Saint-Juire-Champgillon a obtenu deux fleurs au Concours des villes et villages fleuris (palmarès 2007).

## Toponymie
Durant la Révolution, la commune, alors nommée Saint-Juire-la-Plaine, porte le nom de La Smagne, du nom de la rivière qui traverse le village.
En poitevin, la commune est appelée Sént-Jhure-Chanjhellun.

## Histoire
En 1827, la commune change de nom pour Saint-Juire-Champgillon en absorbant celle voisine de Champgillon, peuplée, au recensement de 1821, de 324 habitants.

## Politique et administration

### Liste des maires
| Période                                  | Période   | Identité                   | Étiquette | Qualité            |
| ---------------------------------------- | --------- | -------------------------- | --------- | ------------------ |
|                                          | mars 2001 | Bruno Chambelland          |           |                    |
| mars 2001                                | mars 2008 | Pierre Nauche              |           |                    |
| mars 2008                                | En cours  | Françoise Baudry-Sébastien |           | retraitée agricole |
| Les données manquantes sont à compléter. |           |                            |           |                    |

## Population et société

### Démographie

#### Évolution démographique
L'évolution du nombre d'habitants est connue à travers les recensements de la population effectués dans la commune depuis 1793. Pour les communes de moins de 10 000 habitants, une enquête de recensement portant sur toute la population est réalisée tous les cinq ans, les populations de référence des années intermédiaires étant quant à elles estimées par interpolation ou extrapolation. Pour la commune, le premier recensement exhaustif entrant dans le cadre du nouveau dispositif a été réalisé en 2005.

En 2022, la commune comptait 427 habitants, en évolution de +5,69 % par rapport à 2016 (Vendée : +5,33 %, France hors Mayotte : +2,11 %).
| 1793 | 1800 | 1806 | 1821 | 1831  | 1836  | 1841  | 1846  | 1851  |
| ---- | ---- | ---- | ---- | ----- | ----- | ----- | ----- | ----- |
| 600  | 657  | 668  | 726  | 1 046 | 1 043 | 1 109 | 1 161 | 1 049 |

| 1856  | 1861  | 1866  | 1872 | 1876  | 1881 | 1886 | 1891 | 1896 |
| ----- | ----- | ----- | ---- | ----- | ---- | ---- | ---- | ---- |
| 1 067 | 1 053 | 1 039 | 983  | 1 003 | 960  | 957  | 934  | 875  |

| 1901 | 1906 | 1911 | 1921 | 1926 | 1931 | 1936 | 1946 | 1954 |
| ---- | ---- | ---- | ---- | ---- | ---- | ---- | ---- | ---- |
| 819  | 800  | 823  | 730  | 735  | 717  | 700  | 701  | 666  |

| 1962 | 1968 | 1975 | 1982 | 1990 | 1999 | 2005 | 2006 | 2010 |
| ---- | ---- | ---- | ---- | ---- | ---- | ---- | ---- | ---- |
| 698  | 652  | 601  | 485  | 436  | 447  | 456  | 452  | 418  |

| 2015 | 2020 | 2022 | - | - | - | - | - | - |
| ---- | ---- | ---- | - | - | - | - | - | - |
| 404  | 428  | 427  | - | - | - | - | - | - |

#### Pyramide des âges
En 2018, le taux de personnes d'un âge inférieur à 30 ans s'élève à 31,1 %, soit en dessous de la moyenne départementale (31,6 %). De même, le taux de personnes d'âge supérieur à 60 ans est de 28,9 % la même année, alors qu'il est de 31,0 % au niveau départemental.
En 2018, la commune comptait 215 hommes pour 200 femmes, soit un taux de 51,81 % d'hommes, largement supérieur au taux départemental (48,84 %).
Les pyramides des âges de la commune et du département s'établissent comme suit.
| Hommes | Classe d’âge | Femmes |
| ------ | ------------ | ------ |
| 0,9    | 90 ou +      | 1,5    |
| 6,3    | 75-89 ans    | 11,7   |
| 20,3   | 60-74 ans    | 17,5   |
| 24,3   | 45-59 ans    | 19,9   |
| 18,0   | 30-44 ans    | 17,5   |
| 12,2   | 15-29 ans    | 14,1   |
| 18,0   | 0-14 ans     | 18,0   |

| Hommes | Classe d’âge | Femmes |
| ------ | ------------ | ------ |
| 0,8    | 90 ou +      | 2,2    |
| 8,7    | 75-89 ans    | 11,1   |
| 20,3   | 60-74 ans    | 21,3   |
| 20     | 45-59 ans    | 19,4   |
| 17,5   | 30-44 ans    | 16,8   |
| 15     | 15-29 ans    | 13,2   |
| 17,7   | 0-14 ans     | 16,1   |

## Lieux et monuments
La commune abrite quatre monuments historiques :
- le château de Saint-Juire, élevé entre le XVe et le XVIIIe siècle, inscrit par arrêté du 15 décembre 1972[23],
- l'église Saint-Georges, bâtie aux XIVe et XVe siècles, remaniée au XIXe siècle. Elle a été inscrite par arrêté du 29 août 1984[24],
- l'ancienne commanderie des chevaliers de Malte, édifiée au XIVe siècle,  inscrite par arrêté du 11 juin 1991[25],
- les jardins du logis du Bâtiment, manoir construit au XVIIe siècle et situé sur la commune de Thiré, réalisés par le propriétaire, le chef d'orchestre William Christie, entre 1986 et 2005, inscrits par arrêté du 21 juin 2007[26].

### Galerie

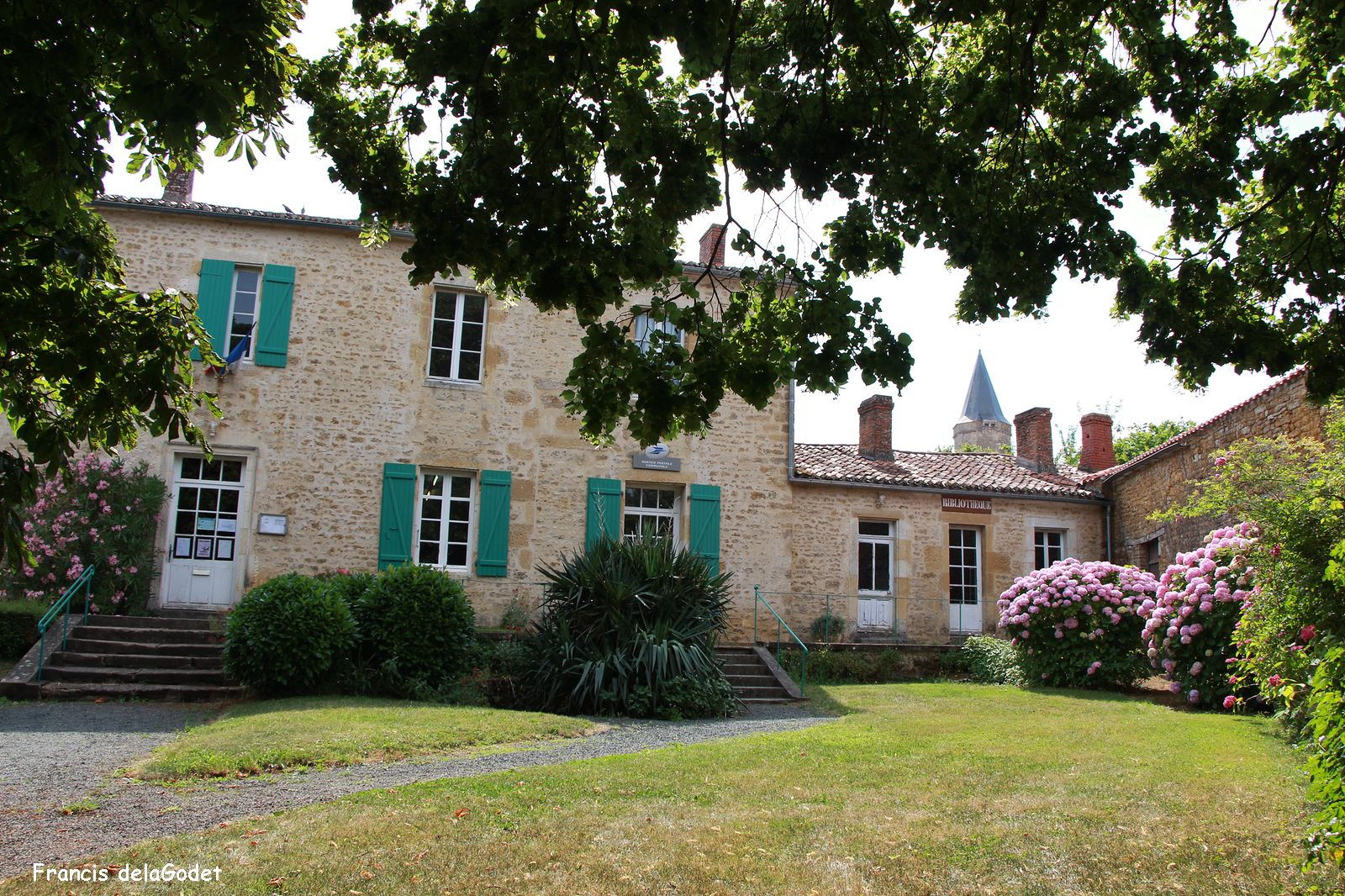
Bâtiments municipaux.
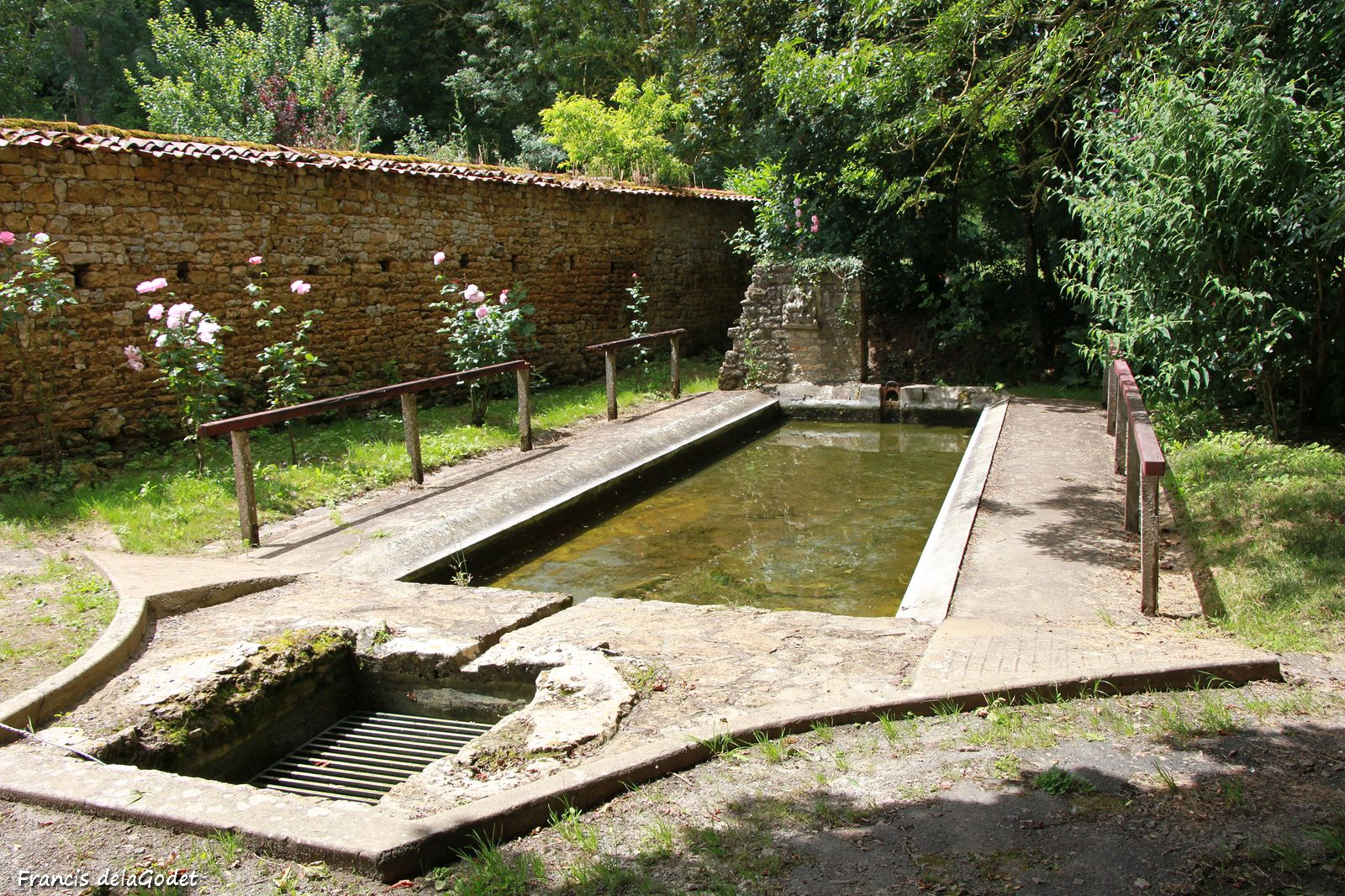
Lavoir Saint-Georges.
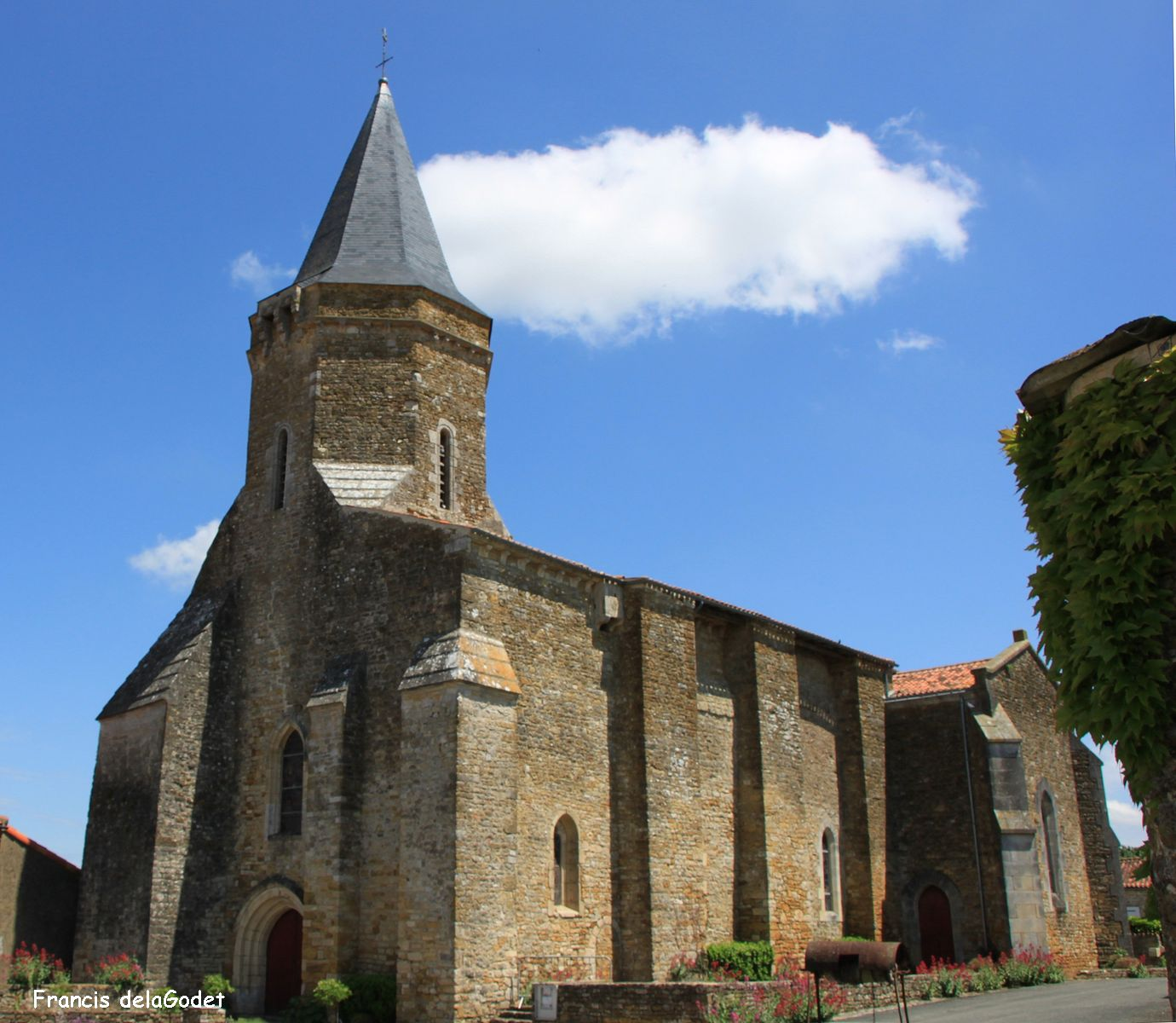
Église Saint-Georges.

## Personnalités liées à la commune
- Éric Rohmer y tourne un film en 1992 : L'Arbre, le maire et la médiathèque avec Pascal Greggory, Arielle Dombasle, Fabrice Luchini, et les habitants dont Rémy le sacristain.
- Clovis Constant, maire de Nantes en 1944-45, y est né en 1888.
- Gustave Marchegay, propriétaire du château de Saint-Juire.

## Pour approfondir